# Pierre Legendre (juriste)
Pour les articles homonymes, voir Pierre Legendre.
Pierre Legendre, né le 15 juin 1930 à Villedieu (Manche) et mort le 2 mars 2023 dans le 15e arrondissement de Paris, est un historien du droit et psychanalyste français.
Il a fondé et dirigé le Laboratoire européen pour l'étude de la filiation. Il fut professeur émérite à l'université Paris 1 Panthéon-Sorbonne et directeur d'études honoraire à l'École pratique des hautes études (Ve section, Sciences religieuses).
Il est le fondateur d'un champ inédit de recherche et de réflexion, l'anthropologie dogmatique.

## Biographie
Pierre Legendre soutient, en 1957, une thèse d'histoire du droit sur l'influence du droit romain sur le droit canonique. Il est reçu premier, la même année, à l'agrégation d'histoire du droit.
Il a poursuivi ses recherches de médiéviste et édité des manuscrits latins des XIIe – XIIIe siècles. Il a également étudié l'histoire des formes étatiques et particulièrement celle de l'administration de la France monarchique puis républicaine. Il a travaillé, dans plusieurs pays d'Afrique, comme expert des organisations et des problèmes de formation auprès de cabinets "conseil" et de l'Unesco.
Il a enseigné comme professeur des facultés de droit entre 1958 et 1998 et a été directeur d'études à l'École pratique des hautes études, entre 1978 et 1998, à la Ve section, sciences religieuses.
Psychanalyste, ancien membre de l'École freudienne de Paris, il étudie les fondements langagiers et l'ordre généalogique des sociétés humaines.
Historien du droit d'un côté, psychanalyste de l'autre, Pierre Legendre fonde, à travers son œuvre, les bases d'une discipline qu'il nomme anthropologie dogmatique.
Ayant tissé des liens étroits avec le milieu du cinéma, Pierre Legendre a inauguré avec Gérald Caillat et Pierre-Olivier Bardet un genre documentaire particulier.

## Influence
Parmi les penseurs qui ont fait application de l'anthropologie dogmatique fondée par Pierre Legendre figure Jean-Renaud Seba, professeur de philosophie et d'anthropologie philosophique à l'université de Liège.
D'autres auteurs s'appuient sur les travaux de Pierre Legendre pour construire leur cadre théorique et le citent régulièrement : Lucien Sfez, Jean-Pierre Lebrun, Olivier Rey, Gérard Guest, Jean-Claude Michéa, Pierre Musso, Baptiste Rappin, Alain Supiot, etc.

## Œuvre
Pierre Legendre a produit une œuvre abondante sur les fondements du droit, le phénomène religieux, la filiation et la généalogie, les montages de l'État et du droit, l'histoire et les pratiques de la gestion.
Aujourd'hui, c'est-à-dire dans ce qu'il nomme les sociétés post-hitlériennes, la techno-science-économie tend à faire concurrence à la construction étatique, si bien que nous assisterions à une reféodalisation planétaire.
Quand Legendre parle de sociétés post-hitlériennes, il faut entendre par là que la révolution libérale-libertaire qui a suivi l'effondrement des régimes totalitaires n'en est que la continuation, sous un revers festif, de sorte que l'homme occidental vit depuis plus d'un siècle dans un environnement d'où le Tiers tendrait à s'effacer, cet effacement étant caractéristique de la psychose.
La pensée de Legendre s'intéresse également à l'"ultralibéralisme", dont la caractéristique serait de tout transformer en marchandises. Il montre que pensée libertaire et pensée libérale se renforcent mutuellement pour produire le citoyen/consommateur lambda de la démocratie planétaire. Cette « débâcle normative » implique selon lui « la nécessité absolue de poser la norme, d'instaurer l'interdit ou le droit pour contenir le fantasme, cette voie royale qui peut aboutir au meurtre. »
En 1997, Legendre critique ce qu'il appelle « l'homosexualisme », une idéologie de notre époque, qui aurait un sens politique controversé. Cette position lui vaut des critiques comme celle du spécialiste de la Cabale, Charles Mopsik, pour qui Pierre Legendre est « une illustration exemplaire de cette homophobie[réf. nécessaire] savante de type à la fois psychanalytique et juridique ».
Cependant, il faut noter que cette citation est extraite d'un ouvrage posthume de Charles Mopsik, mort en juin 2003. Et on doit constater que cette même année 2003, Charles Mopsik a contribué à la rédaction d'un ouvrage collectif aux côtés de Pierre Legendre sur le thème, "Ils seront deux en une seule chair" Scénographie du couple humain dans le Texte occidental (Travaux du Laboratoire européen pour l'étude de la filiation, volume III). Cet article de Charles Mopsik s'intitule : « "Ils seront une seule chair": Les interprétations théosophiques et théurgiques des cabalistes » (p.59-67). Et cette contribution ne figure pas dans la bibliographie introduite dans l'ouvrage posthume.
Pour le sociologue Éric Fassin, Legendre fait partie des nombreux psychanalystes qui « font barrage à toute légitimation symbolique » de l'homoparentalité. Bruno Perreau, spécialiste des études gaies et lesbiennes de son côté, analyse comme des « fables » les théories de Pierre Legendre, notamment sa crainte d'une « dislocation des montages anthropologiques occidentaux » ou l'existence d'un « ordre juridico-symbolique » à défendre.
À l'inverse, pour L'Express, Legendre est le dernier penseur à contre-courant. Pierre Assouline, voyant en lui le dénonciateur d'une tyrannie qui ne dit pas son nom (libérale-libertaire), considère que « sa pensée est l'une des plus stimulantes qui soient » et que « son œuvre est de celles qui dominent leur champ ». Jean-Claude Michéa considère, quant à lui, que « l’œuvre de Pierre Legendre est, en France, l’un des principaux monuments intellectuels de ces trente dernières années ». Lors de sa leçon inaugurale au Collège de France, Alain Supiot rend hommage à Pierre Legendre : « Ma dette à votre égard, cher Pierre Legendre, est trop considérable pour que je puisse m’en acquitter un jour mais c’est justice de la reconnaître publiquement en ces lieux. ».

### Mort
Pierre Legendre meurt le 2 mars 2023 dans le 15e arrondissement de Paris à l’âge de 92 ans,.

## Ouvrages et documentaires

### Ouvrages
- La pénétration du droit romain dans le droit canonique classique de Gratien à Innocent IV (1140-1254), thèse pour le doctorat, Imprimerie Jouve, 1964.
- Histoire de l'Administration, de 1750 à nos jours, Paris, PUF, 1968; nouvelle édition augmentée : Trésor historique de l'État en France. L'Administration classique, Fayard, 1992.
- L'Administration du XVIIIe à nos jours, Paris, PUF, 1969.
- La Summa Institutionum "Justiani est in hoc opere" (manuscrit 903 de la Pierpont Morgan Library de New York), Frankfurt am Main, V. Klostermann, 1973.
- L'Amour du censeur. Essai sur l'ordre dogmatique, Paris, Le Seuil, 1974; nouvelle édition augmentée, 2005.
- Jouir du pouvoir. Traité de la bureaucratie patriote, Paris, Minuit, coll. "Critique", 1976.
- La Passion d'être un autre. Étude sur la danse, Paris, Le Seuil, 1978, coll. "Le champ freudien"; deuxième édition - Points Seuil no 429, 2000.
- Paroles poétiques échappées du texte - Leçons sur la communications industrielle, Paris, Le Seuil, 1982.
- Leçons II. L'Empire de la vérité. Introduction aux espaces dogmatiques industriels, Paris, Fayard, 1983; nouvelle édition augmentée, 2001.
- Leçons IV. L'Inestimable Objet de la transmission. Étude sur le principe généalogique en Occident, Paris, Fayard, 1985; nouvelle édition augmentée, 2004.
- Écrits juridiques du Moyen Âge occidental, Variorum, Hamshire (Royaume-Uni), 1988.
- Leçons IV, suite. Le Dossier occidental de la parenté. Textes juridiques indésirables sur la généalogie, traduits et présentés par Anton Schütz, Marc Smith, Yan Thomas, Paris, Fayard, 1988.
- Leçons VII. Le Désir politique de Dieu. Étude sur les montages de l'État et du droit, Paris, Fayard, 1988; deuxième édition, 2005.
- Leçons VIII. Le Crime du caporal Lortie. Traité sur le Père, Paris, Fayard, 1989; réédité (préface nouvelle) coll. Champs no 471 Flammarion, 2000.
- Leçons IV, suite 2. Filiation. Fondement généalogique de la psychanalyse, par Alexandra Papageorgiou-Legendre, Paris, Fayard, 1990.
- Leçons VI. Les Enfants du Texte. Étude sur la fonction parentale des États, Paris, Fayard, 1992.
- Leçons III. Dieu au miroir. Étude sur l'institution des images, Paris, Fayard, 1994.
- Dir., Autour du Parricide. Travaux du Laboratoire européen pour l'étude de la filiation (1), Bruxelles, Emile Van Balberghe et Yves Gevaert, 1995.
- La Fabrique de l'homme occidental (texte pour le film), suivi de L'Homme en meurtrier, Paris, Mille et une nuits-ARTE Éditions, 1996.
- Dir., Du pouvoir de diviser les mots et les choses. Travaux du Laboratoire européen pour l'étude de la filiation (2), Bruxelles, Emile Van Balberghe et Yves Gevaert éditeur, 1998.
- Leçons I. La 901e conclusion[18]. Étude sur le théâtre de la Raison, Paris, Fayard, 1998.
- Sur la question dogmatique en Occident. Aspects théoriques, Paris, Fayard, 1999.
- Miroir d'une Nation. L'École Nationale d'Administration (texte pour le film), suivi de Les collages qui font un État , Paris, Mille et une nuits-ARTE Éditions, 1999.
- De la société comme Texte. Linéaments d'une anthropologie dogmatique, Paris, Fayard, 2001.
- Ce que l'Occident ne voit pas de l'Occident. Conférences au Japon, Paris, Mille et une nuits, 2004, coll. "Les Quarante piliers".
- Dir., Ils seront deux en une seule chair - Scénographie du couple humain dans le texte occidental. Travaux du Laboratoire européen pour l'étude de la filiation (3), Emile Van Balberghe, 2004.
- Nomenclator. Sur la question dogmatique en Occident II, Paris, Fayard, 2006.
- La Balafre. À la jeunesse désireuse… Discours à de jeunes étudiants sur la science et l'ignorance, Paris, Mille et une nuits, coll. "Les Quarante piliers", 2007.
- Dominium mundi. L'Empire du management(texte pour le film) suivi du Post-scriptum. La ligne d'ombre des civilisations, Paris, Mille et une nuits, 2007 (traduction allemande : Dominium mundi. Das Imperium des Managements, traduit par Jörg Mirtl, Turia + Kant, 2008).
- Vues éparses. Entretiens radiophoniques avec Philippe Petit, Paris, Mille et une nuits, 2009.
- Leçons IX. L'Autre Bible de l'Occident : le monument romano-canonique. Étude sur l'architecture dogmatique des sociétés, Paris, Fayard, 2009.
- Le Point fixe. Nouvelles conférences, Paris, Mille et une nuits, coll. "Les Quarante piliers", 2010.
- Argumenta dogmatica. Le Fiduciaire suivi de Le Silence des mots, Paris, Mille et une nuits, 2012.
- Dir., Tour du monde des concepts, Fayard, Coll. Poids et mesures du monde, 2014.
- Fantômes de l’État en France. Parcelles d'histoire, Paris, Fayard, coll. "Les Quarante piliers" (série Matériaux), 2015.
- L'Animal humain et les suites de sa blessure. Conférence à Montpellier (Remarques sur l'ordre langagier et la civilisation d'Occident), Paris, Fayard, 2016.
- Leçons X. Dogma : Instituer l'animal humain. Chemins réitérés de questionnement, Fayard, 2017  (ISBN 978-2213702223)
- Le visage de la main, Les Belles Lettres, 2019  (ISBN 978-2251448855)
- L'Inexploré, conférence à l'École nationale des Chartes, Ars Dogmatica Éditions, 2020  (ISBN 978-2-491356-00-2)
- L'Avant dernier des jours. Fragments de quasi mémoires, Ars Dogmatica Éditions, 2021  (ISBN 978-2-491 356-01-9)
- Les Hauteurs de l'Éden, Ars Dogmatica Éditions, 2022  (ISBN 978 2 491 356 03 3)

### Documentaires
- La Fabrique de l'homme occidental, de Gérald Caillat, Pierre Legendre et Pierre-Olivier Bardet, Arte, 1996, 80 min.
- Miroir d'une nation : l'École nationale d'administration, de Gérald Caillat et Pierre-Olivier Bardet, sur un texte de Pierre Legendre, Arte, 1999, 83 min.
- L'Empire du management (Dominium mundi), de Gérald Caillat, Pierre Legendre et Pierre-Olivier Bardet, Arte, 2007 (DVD, Idéal Audience International, automne 2007).
- Le cinéma de Pierre Legendre. Introduction à l'anthropologie dogmatique, coffret réunissant les textes et les DVD des trois documentaires, 2016[19].